# Węglik chromu

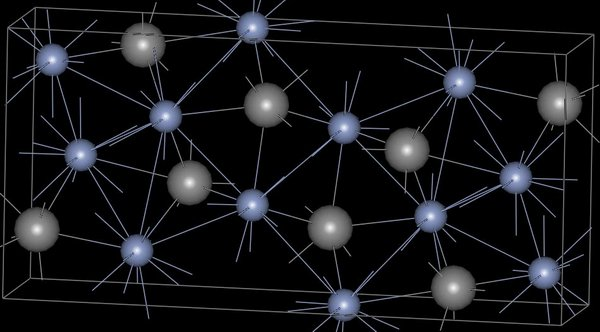
Struktura Cr_{3}C_{2}. Atomy węgla oznaczone są kolorem szarym.

Węglik chromu – nieorganiczny związek chemiczny chromu i węgla. Jest materiałem ceramicznym. Występuje w kilku formach odpowiadających wzorom: Cr
3C
2, Cr
7C
3 i Cr
23C
6. Wszystkie są szarymi ciałami stałymi wykazującymi duża twardość, ognioodporność, odporność na korozję.

## Synteza
Węgliki chromu mogą być wytworzone z zastosowaniem syntezy mechanicznej, poprzez mielenie metalicznego chromu z grafitem w  młynie kulowym. Wytworzony proszek formowany jest w nieporowaty materiał o makroskopowych wymiarach w gorącej prasie izostatycznej.

## Rola w korozji stali nierdzewnej
Powstawanie węglików chromu na granicach międzyziarnowych jest jedną z przyczyn korozji międzykrystalicznej oraz korozji naprężeniowej stopów austenitycznych w których odporność na korozję związana jest z obecnością chromu.